# Átila Abreu

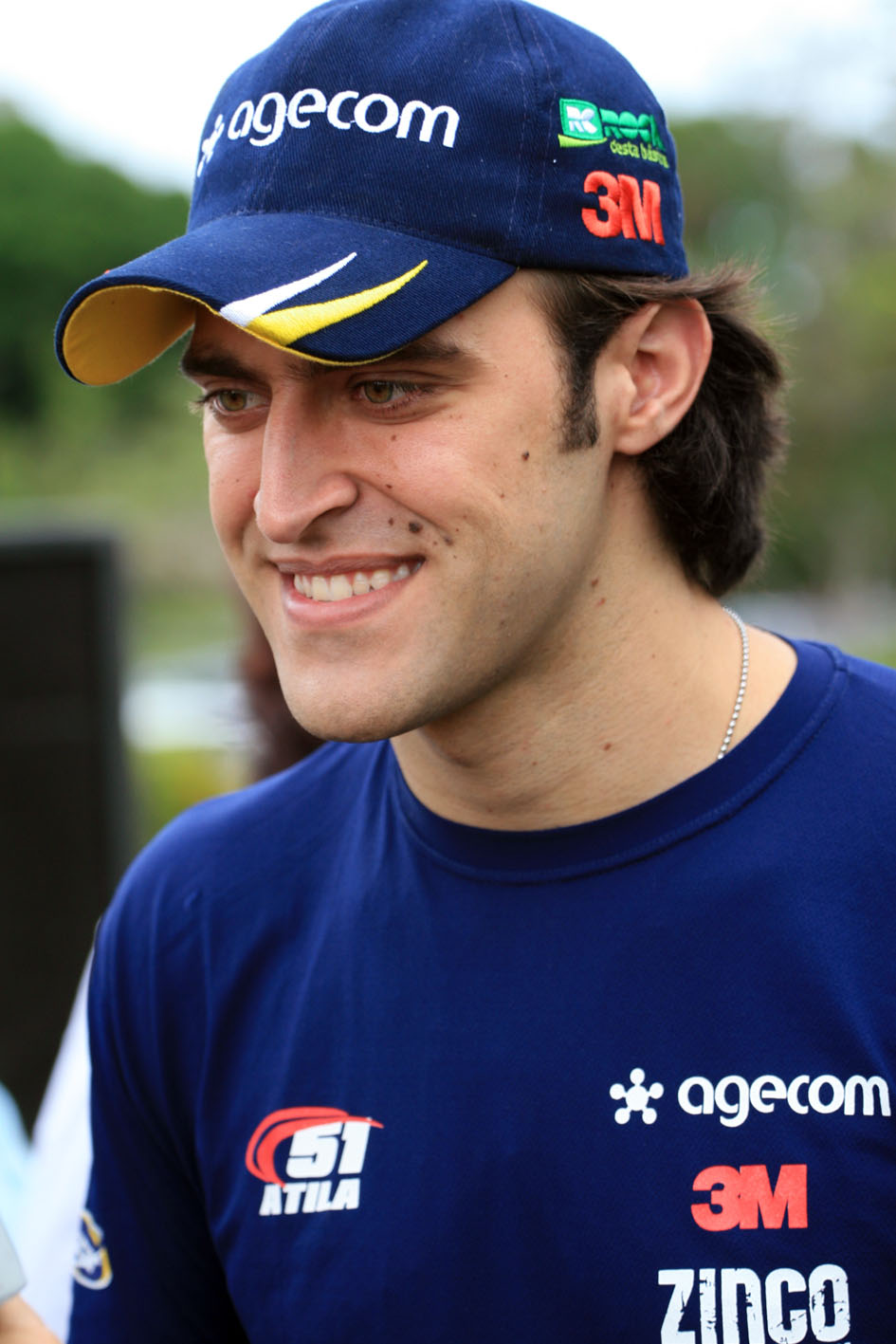
Átila Abreu (2009)

Átila Abreu (São Paulo, 5 oktober 1987) is een Braziliaans autocoureur. Hij is actief in de Copa NEXTEL Stock Car.

## Carrière
Op veertienjarige leeftijd vertrok Abreu naar Europa om te gaan karten. Op het Europees kampioenschap Formule A in 2002 behaalde hij een derde plek. Daarna racete hij in 2003 en 2004 in de Formule BMW ADAC. Hij werd daar vice-kampioen in 2004, achter Sebastian Vettel. Abreu schakelde in 2004 over naar de Formule 3 Euroseries. Daarin werd hij vijftiende. In 2006 keerde hij terug naar zijn vaderland. Hij racete er drie races voor het RS Competições-team in een Volkswagen Bora. Hij haalde geen punten. In 2007 racete hij voor datzelfde team en behaalde hij weer geen punten.